# Cyklohexa-1,4-dien
Cyklohexa-1,4-dien je cyklický uhlovodík. Za normální teploty je to bezbarvá čistá kapalina.
Může být připraven redukcí benzenu roztokem sodíku či lithia v kapalném amoniaku. Lze ho snadno oxidovat na benzen. Hnací silou tohoto procesu je vznik aromatického systému.
V přírodě se vyskytuje jeho derivát γ-terpinen, který je obsažen např. v silici z koriandru nebo citrónu.